# Zurow
Zurow är en kommun i distriktet Nordwestmecklenburg i Mecklenburg-Vorpommern, Tyskland.
Kommunen ingår i kommunalförbundet Amt Neukloster-Warin tillsammans med kommunerna Bibow, Glasin, Jesendorf, Lübberstorf, Neukloster, Passee, Warin och Züsow.

## Kommunikationer
I Zurow började förbundsvägen (tyska:Bundesstraße) B 192, som går till Neubrandenburg. Genom kommunområdet går också motorvägen (tyska:Autobahn) A20.